# Polygondwanaland
Polygondwanaland è il dodicesimo album in studio del gruppo musicale di rock psichedelico australiano King Gizzard & the Lizard Wizard, pubblicato il 17 novembre 2017 interamente in pubblico dominio. Infatti non ne sono state vendute copie, in quanto sono state messe a disposizione per il download gratuito le registrazioni originali. È il quarto di una serie di cinque dischi che la band ha pubblicato nel 2017.

## Storia e concezione
Notizie riguardo Polygondwanaland trapelarono attraverso un caricamento su YouTube che mostrava le demo delle varie canzoni, subito cancellato. Di conseguenza, le notizie sull'album risultarono scarse e per lo più legate solo a diverse voci, una delle quali affermava che sarebbe stato l'ultimo dei cinque album pubblicati nel 2017.
Il brano Crumbling Castle, era stato eseguito dal vivo dal gruppo già nel settembre 2016, in una versione più corta e questo portò alla speculazione sulla sua effettiva registrazione ufficiale, poiché giaceva ancora in letargo quando ormai la maggior parte del materiale prodotto per l'annunciata serie di cinque album era già stato pubblicato. Tuttavia la canzone non fu solo inserita nel nuovo album, ma venne anche scelta come preview, con videoclip annesso rilasciato il 18 ottobre 2017, esattamente ad un anno di distanza dalla prima volta che venne suonata in concerto, caricata su YouTube. La legittimità delle demo venne quasi confermata a questo punto, in quanto non solo il brano portava il nome del disco nel testo, ma esse duravano esattamente quanto le tracce poi pubblicate.
Il 14 novembre 2017 Polygondwanaland venne ufficialmente annunciato dai King Gizzard & the Lizard Wizard sulla loro pagina Facebook, in un post in cui mostravano la copertina e la data di rilascio e che iniziava con l'avviso: «Questo album è GRATUITO. Gratuito come è, gratuito», che incoraggiava fan e produttori indipendenti a creare delle proprie copie dell'album e a venderle.
E difatti più etichette hanno annunciato che avrebbero prodotto le loro versioni fisiche del disco. Tra queste c'erano ATO Records, Blood Music, Fuzz Cult Records e Greenway Records. I fan hanno anche avviato campagne di crowdfunding su siti come Facebook e Kickstarter per produrre le proprie stampe.
Il 18 novembre 2017 venne messo in streaming gratuito pure su Spotify e Apple Music.

## Accoglienza
| Recensione      | Giudizio |
| --------------- | -------- |
| Metacritic      | 76/100   |
| AllMusic        | [ 7 ]    |
| The Needle Drop | 7/10     |
| Pitchfork       | 7.2/10   |

Polygondwanaland è stato accolto in maniera molto positiva dalla critica musicale. Tim Sendra di AllMusic ha scritto: «Ascoltandoli incorporare tutte le diverse sfumature sonore che hanno impiegato in passato alla ricerca di buone canzoni e non un concetto più alto significa che l'album potrebbe passare inosservato, ma suonerà alla grande a chiunque non sia spaventato dalla mancanza di teatralità. Tracce come Searching, The Fourth Colour, la tribale The Castle in the Air, o la vibrante title track sono il lavoro di una band in piena padronanza del suo processo e risultati.»
Pitchfork ha assegnato all'album un voto di 7.2/10, e lo ha piazzato al diciassettesimo posto della sua classifica dei venti migliori dischi rock del 2017.

## Lista delle tracce
Lista adattata da diymag.com
1. Crumbling Castle – 10:46
2. Polygondwanaland – 3:33
3. The Castle in the Air – 2:48
4. Deserted Dunes Welcome Weary Feet – 3:34
5. Inner Cell – 3:56
6. Loyalty – 3:39
7. Horology – 2:52
8. Tetrachromacy – 3:31
9. Searching... – 3:04
10. The Fourth Colour – 6:13

Durata totale: 43:56

## Formazione
King Gizzard & the Lizard Wizard
- Michael Cavanagh – batteria (1–8), percussioni (1, 2, 3, 8, 10), glass marimba (1)
- Cook Craig – chitarra elettrica (1, 8, 10), sintetizzatori (9, 10)
- Ambrose Kenny-Smith – armonica (1, 3, 8, 10), voce (8, 10)
- Stu Mackenzie – voce (1–10), chitarra elettrica (1, 2, 4, 7, 8, 10), basso elettrico (1, 3–7, 9), chitarra acustica (2, 4, 8–10), sintetizzatori (1–10), flauto (1-3, 5-8), glass marimba (1), mellotron (2, 4), percussioni (9)
- Eric Moore – management
- Lucas Skinner – basso elettrico (10), sintetizzatori (7)
- Joey Walker – chitarra elettrica (1, 3, 5–7, 10), chitarra acustica (3, 5), basso elettrico (1, 2, 4, 8), sintetizzatori (5–7, 9, 10), voce (1–8, 10), percussioni (1–3, 5, 7, 8, 10)

Musicisti addizionali
- Leah Senior – spoken word (3)

Produzione
- Casey Hartnett – registrazione (2, 5, 7, 8)
- Stu Mackenzie – registrazione (6, 9), produzione, registrazione addizionale
- Ryan K. Brennan – registrazione (1, 10)
- Joey Walker – registrazione addizionale
- Sam Joseph – mixaggio
- Joe Carra – mastering
- Jason Galea – artwork e layout